# Гензеровка
Гензеровка (укр. Гензерівка) — село в Яготинском районе Киевской области Украины.

## География
Гензеровка расположена на левом берегу реки Гнилая Оржица, к северо-западу от центра сельского совета, села Лемешовка. Занимает площадь 0,735 км².

## История
Село основано в 1654 году.
Деревня есть на карте 1826-1840 годов

## Население
Население Гензеровки по переписи 2001 года составляло 400 человек.

## Известные уроженцы
В Гензеровке родился российский учёный, агроном Владимир Григорьевич Ротмистров.

## Местный совет
Село Гензеровка входит в состав Лемешовского сельского совета.
Адрес местного совета: 07730, Киевская обл., Яготинский р-н, с. Лемешовка, ул. Центральная, 64.